# Montxo Armendáriz
Montxo Armendáriz, pseudonimo di Juan Ramón Armendáriz Barrios (Olleta, 27 gennaio 1949), è un regista e sceneggiatore spagnolo di origine basca.

## Biografia
Nel 1991 il suo film Le lettere di Alou ha vinto il Premio Goya per la migliore sceneggiatura originale e nel 1996 con il film Storia di Kronen ha vinto il Premio Goya per la migliore sceneggiatura non originale.
Nel 1998 Segreti del cuore è stato candidato all'Oscar al miglior film straniero.

## Filmografia
- La danza de lo gracioso: Barregarearen dantza (1974) (cortometraggio)
- Paisaje (1980) (cortometraggio)
- Ikusmena (1980) (cortometraggio)
- Ikuska 11 (1981) (documentario cortometraggio)
- Carboneros de Navarra (1981) (documentario cortometraggio)
- Tasio (1984)
- 27 horas (1986)
- Le lettere di Alou (Las cartas de Alou) (1990)
- Storia di Kronen (Historias del Krone) (1995)
- Segreti del cuore (Secretos del corazón) (1997)
- Silencio roto (2001)
- Escenario móvil (2004)
- Obaba (2005)
- No tengas miedo (2011)

## Riconoscimenti
- Premio Oscar
  - 1998 – Candidatura al miglior film in lingua straniera per Segreti del cuore
- Premio Goya
  - 1990 – Migliore sceneggiatura originale per Le lettere di Alou
  - 1990 – Candidatura a miglior regista per Le lettere di Alou
  - 1995 – Migliore sceneggiatura non originale per Historias del Kronen
  - 1997 – Candidatura a miglior regista per Segreti del cuore
  - 1997 – Candidatura a migliore sceneggiatura originale per Segreti del cuore
  - 2005 – Candidatura a miglior film per Obaba
  - 2005 – Candidatura a miglior regista per Obaba
  - 2005 – Candidatura a miglior sceneggiatura non originale per Obaba
- Festival internazionale del cinema di Berlino
  - 1998 – Angelo blu al miglior film europeo per Segreti del cuore
  - 1998 – Candidatura all'Orso d'oro
- Festival internazionale del cinema di San Sebastián
  - 1984 – Premio dell'Ateneo Guipuzcoano per Tasio
  - 1986 – Conchiglia d'argento al miglior regista per 27 horas
  - 1990 – Conchiglia d'oro per Le lettere di Alou
  - 1990 – Premio FIPRESCI per Le lettere di Alou
- Festival internazionale del cinema di Huesca
  - 2010 – Premio città di Huesca